# Servigny-lès-Raville
Servigny-lès-Raville è un comune francese di 367 abitanti situato nel dipartimento della Mosella nella regione del Grand Est.

## Società

### Evoluzione demografica
Abitanti censiti